# Świdwin (gmina)

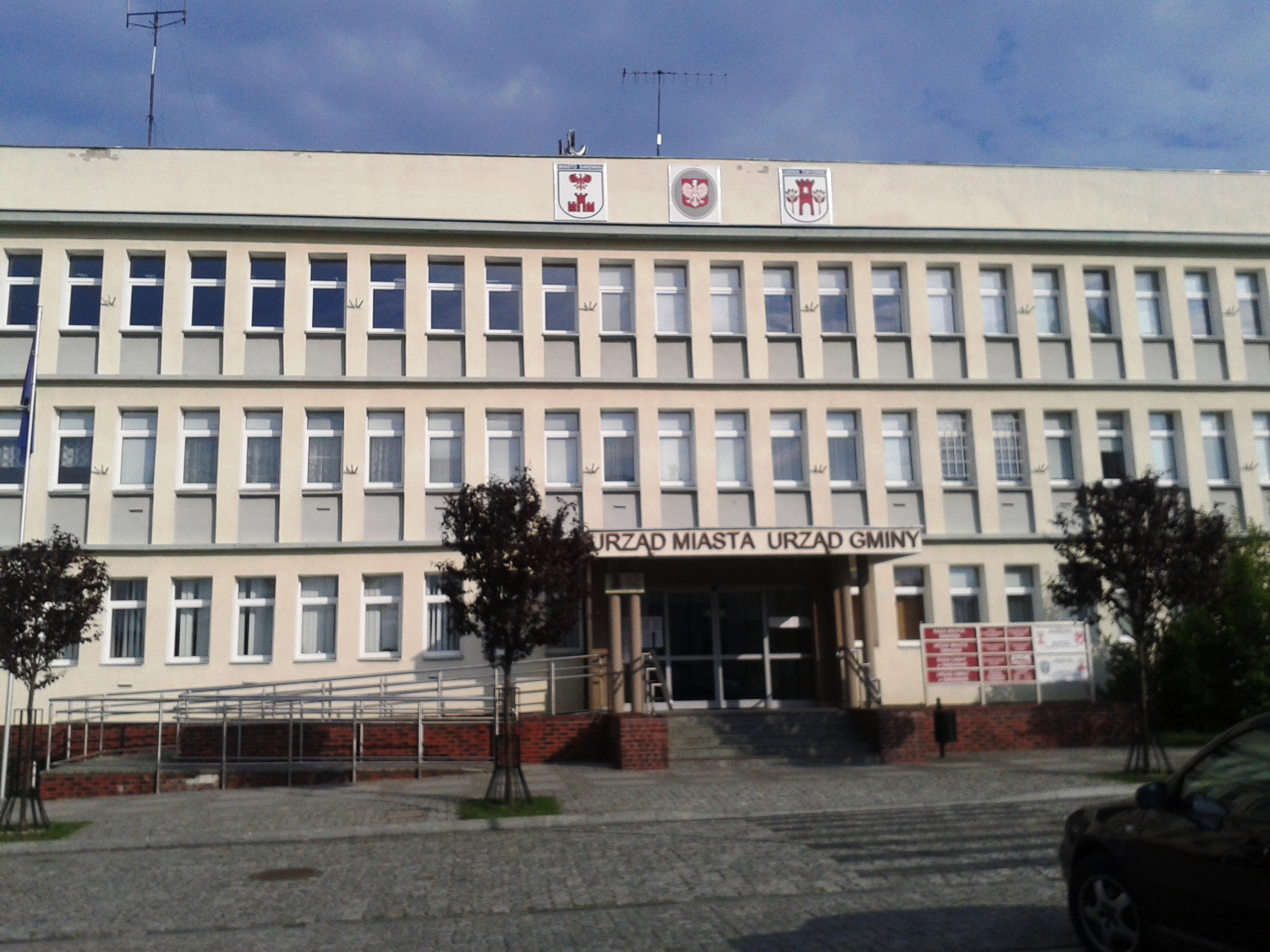
Bureau de la ville et de la commune - Świdwin

Świdwin est une gmina rurale du powiat de Świdwin, Poméranie occidentale, dans le nord-ouest de la Pologne. Son siège est la ville de Świdwin, bien qu'elle ne fasse pas partie du territoire de la gmina.
La gmina couvre une superficie de 247,34 km2 pour une population de 5 982 habitants en 2016.

## Géographie
La gmina inclut les villages de Bedlno, Bełtno, Berkanowo, Bierzwnica, Blizno, Buczyna, Bystrzyna, Bystrzynka, Cieszeniewo, Cieszyno, Czarnolesie, Dobrowola, Głuszkowo, Gola Dolna, Gola Górna, Karpno, Kartlewo, Kawczyno, Klępczewo, Kleśnica, Kłośniki, Kluczkówko, Kluczkowo, Kowanowo, Krasna, Krosino, Kunowo, Łąkowo, Lekowo, Lipce, Miłobrzegi, Niemierzyno, Nowy Przybysław, Oparzno, Osowo, Półchleb, Przybyradz, Przymiarki, Psary, Rogalinko, Rogalino, Rusinowo, Rycerzewko, Sława, Śliwno, Smardzko, Stary Przybysław, Świdwinek et Ząbrowo.
La gmina borde la ville de Świdwin et les gminy de Brzeżno, Łobez, Ostrowice, Połczyn-Zdrój, Rąbino, Resko et Sławoborze.